# Кальций
| 20       | Кальций |
| Ca40,078 |         |
| 4s2      |         |

Ка́льций (химический символ — Ca, от лат. Calcium) — химический элемент 2-й группы (по устаревшей классификации — главной подгруппы второй группы, IIA) четвёртого периода периодической системы химических элементов Д. И. Менделеева с атомным номером 20.
Простое вещество кальций — это умеренно твёрдый, очень лёгкий химически активный щёлочноземельный металл серебристо-белого цвета.
Впервые получен в чистом виде Г. Дэви в 1808 году.
Кальций относится к числу жизненно важных элементов для организмов.

## История и происхождение названия
Название элемента происходит от лат. calx (в родительном падеже calcis) — «известь», «мягкий камень». Оно было предложено английским химиком Гемфри Дэви, в 1808 г. выделившим металлический кальций электролитическим методом. Дэви подверг электролизу смесь влажной гашёной извести с оксидом ртути HgO на платиновой пластине, которая являлась анодом. Катодом служила платиновая проволока, погружённая в жидкую ртуть. В результате электролиза получалась амальгама кальция. Отогнав из неё ртуть, Дэви получил металл, названный кальцием.
Соединения кальция — известняк, мрамор, гипс (а также известь — продукт обжига известняка) применялись в строительном деле уже несколько тысячелетий назад. Вплоть до конца XVIII века химики считали известь простым телом. В 1789 году А. Лавуазье предположил, что известь, магнезия, барит, глинозём и кремнезём — вещества сложные.

## Нахождение в природе
Из-за высокой химической активности кальций в свободном виде в природе не встречается.
На долю кальция приходится 3,38 % массы земной коры (5-е место по распространенности после кислорода, кремния, алюминия и железа). Содержание элемента в морской воде — 400 мг/л.

### Изотопы
Кальций встречается в природе в виде смеси шести изотопов: 40Ca, 42Ca, 43Ca, 44Ca, 46Ca и 48Ca, среди которых наиболее распространённый — 40Ca — составляет 96,97 %. Ядра кальция содержат магическое число протонов: Z = 20. Изотопы 40
20Ca20
 и 48
20Ca28
 являются двумя из пяти существующих в природе дважды магических ядер.
Из шести природных изотопов кальция пять стабильны. Шестой изотоп 48Ca, самый тяжёлый из шести и весьма редкий (его изотопная распространённость равна всего 0,187 %), испытывает двойной бета-распад с периодом полураспада (4,39 ± 0,58)⋅1019 лет.

### В горных породах и минералах
Кальций, энергично мигрирующий в земной коре и накапливающийся в различных геохимических системах, образует 385 минералов (четвёртое место по числу минералов).
Большая часть кальция содержится в составе силикатов и алюмосиликатов различных горных пород (граниты, гнейсы и т. п.), особенно в полевом шпате — анортите Ca[Al2Si2O8].

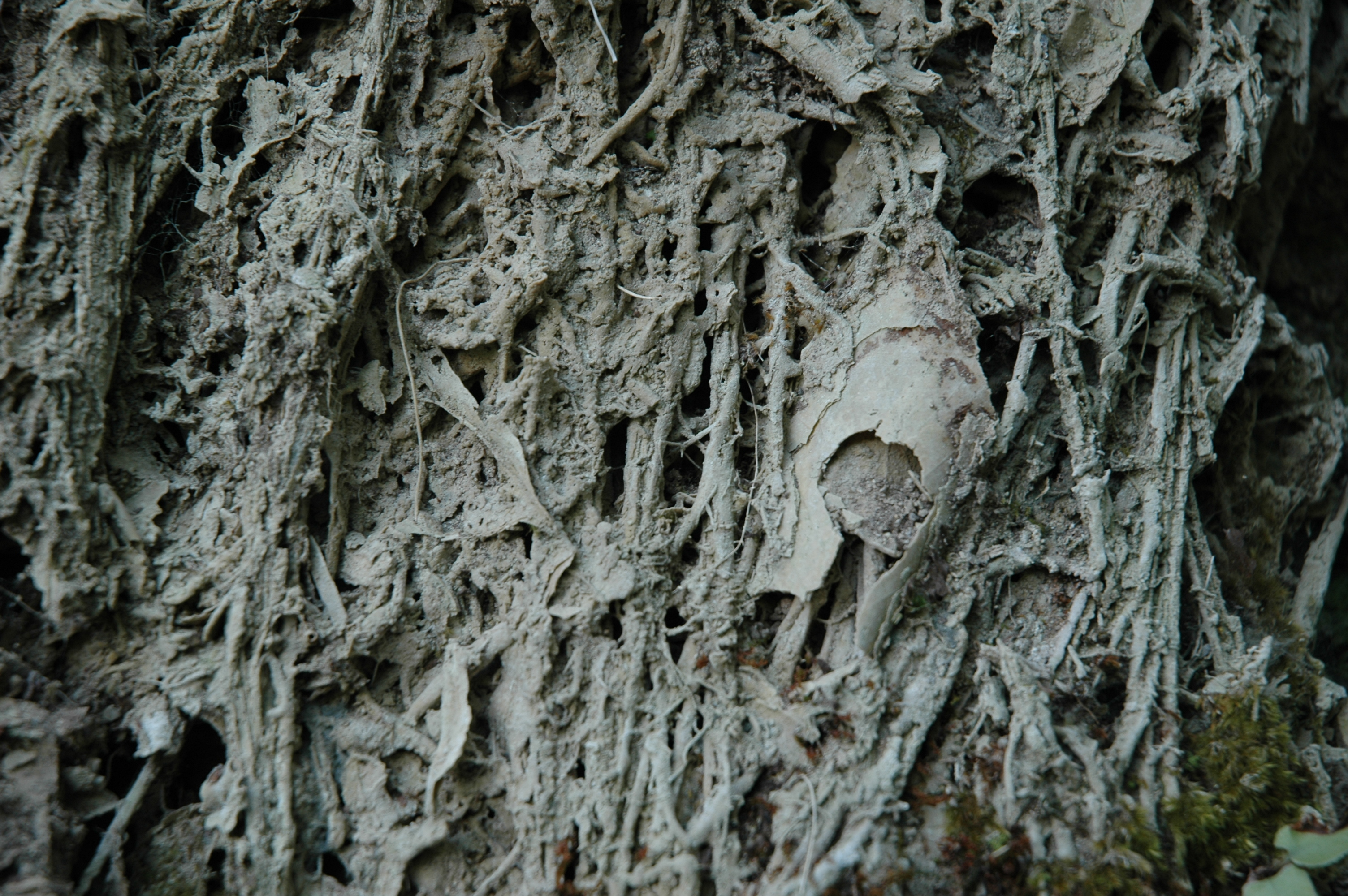
Кальцит

Довольно широко распространены такие минералы кальция, как кальцит CaCO3, ангидрит CaSO4, алебастр CaSO4·0.5H2O и гипс CaSO4·2H2O, флюорит CaF2, апатиты Ca5(PO4)3(F,Cl,OH), доломит MgCO3·CaCO3. Присутствием солей кальция и магния в природной воде определяется её жёсткость.
Осадочная порода, состоящая в основном из скрытокристаллического кальцита — известняк (одна из его разновидностей — мел). Под действием регионального метаморфизма известняк преобразуется в мрамор.

### Миграция в земной коре
В естественной миграции кальция существенную роль играет «карбонатное равновесие», связанное с обратимой реакцией взаимодействия карбоната кальция с водой и углекислым газом с образованием растворимого гидрокарбоната:
{\displaystyle {\mathsf {CaCO_{3}+H_{2}O+CO_{2}\rightleftarrows Ca(HCO_{3})_{2}\rightleftarrows Ca^{2+}+2HCO_{3}^{-}}}}
(равновесие смещается влево или вправо в зависимости от концентрации углекислого газа).
Огромную роль играет биогенная миграция.

### В биосфере
Соединения кальция находятся практически во всех животных и растительных тканях (см. ниже). Значительное количество кальция входит в состав живых организмов. Так, гидроксиапатит Ca5(PO4)3OH, или, в другой записи, 3Ca3(PO4)2·Са(OH)2 — основа костной ткани позвоночных, в том числе и человека; из карбоната кальция CaCO3 состоят раковины и панцири многих беспозвоночных, яичная скорлупа и др. В живых тканях человека и животных 1,4—2 % Са (по массовой доле); в теле человека массой 70 кг содержание кальция — около 1,7 кг (в основном в составе межклеточного вещества костной ткани).

## Физические свойства
Металл кальций существует в двух аллотропных модификациях. До 443 °C устойчив α-Ca с кубической гранецентрированной решёткой (параметр а = 0,558 нм), выше устойчив β-Ca с кубической объёмно-центрированной решёткой типа α-Fe (параметр a = 0,448 нм). Стандартная энтальпия {\displaystyle \Delta H^{0}} перехода α → β составляет 0,93 кДж/моль.
При постепенном повышении давления начинает проявлять свойства полупроводника, но не становится полупроводником в полном смысле этого слова (металлом уже тоже не является). При дальнейшем повышении давления возвращается в металлическое состояние и начинает проявлять сверхпроводящие свойства (температура сверхпроводимости в шесть раз выше, чем у ртути, и намного превосходит по проводимости все остальные элементы). Уникальное поведение кальция похоже во многом на стронций (то есть параллели в периодической системе сохраняются).

## Химические свойства
Кальций — типичный щёлочноземельный металл. Химическая активность кальция высока, но ниже, чем у более тяжёлых щёлочноземельных металлов. Он легко взаимодействует с кислородом, углекислым газом и влагой воздуха, из-за чего поверхность металлического кальция обычно тускло-серая, поэтому в лаборатории кальций обычно хранят, как и другие щёлочноземельные металлы, в плотно закрытой банке под слоем керосина или жидкого парафина.
В ряду стандартных потенциалов кальций расположен слева от водорода. Стандартный электродный потенциал пары Ca2+/Ca0 −2,84 В, так что кальций активно реагирует с водой, но без воспламенения:
{\displaystyle {\mathsf {Ca+2H_{2}O\rightarrow Ca(OH)_{2}+H_{2}\uparrow }}}
С активными неметаллами (кислородом, хлором, бромом, иодом) кальций реагирует при обычных условиях:
{\displaystyle {\mathsf {2Ca+O_{2}\rightarrow 2CaO}}}
{\displaystyle {\mathsf {Ca+Br_{2}\rightarrow CaBr_{2}}}}
Как и для всех остальных металлов, так и для кальция характерно вытеснение менее активных металлов из их солей:
{\displaystyle {\ce {Ca + FeCl2 -> CaCl2 + Fe}}}
При нагревании на воздухе или в кислороде кальций воспламеняется и горит красным пламенем с оранжевым оттенком («кирпично-красным»). С менее активными неметаллами (водородом, бором, углеродом, кремнием, азотом, фосфором и другими) кальций вступает во взаимодействие при нагревании, например:
{\displaystyle {\mathsf {Ca+H_{2}\rightarrow CaH_{2}}}}
{\displaystyle {\mathsf {Ca+6B\rightarrow CaB_{6}}}}
{\displaystyle {\mathsf {3Ca+N_{2}\rightarrow Ca_{3}N_{2}}}}
{\displaystyle {\mathsf {Ca+2C\rightarrow CaC_{2}}}}
{\displaystyle {\mathsf {3Ca+2P\rightarrow Ca_{3}P_{2}}}}
{\displaystyle {\mathsf {2Ca+Si\rightarrow Ca_{2}Si}}}
Кроме получающихся в этих реакциях фосфида кальция Ca3P2 и силицида кальция Ca2Si, известны также фосфиды кальция составов СаР и СаР5 и силициды кальция составов CaSi, Ca3Si4 и CaSi2.
Протекание указанных выше реакций, как правило, сопровождается выделением большого количества теплоты. Во всех соединениях с неметаллами степень окисления кальция +2. Большинство из соединений кальция с неметаллами легко разлагается водой, например:
{\displaystyle {\mathsf {CaH_{2}+2H_{2}O\rightarrow Ca(OH)_{2}+2H_{2}\uparrow }}}
{\displaystyle {\mathsf {Ca_{3}N_{2}+6H_{2}O\rightarrow 3Ca(OH)_{2}+2NH_{3}\uparrow }}}
Ион Ca2+ бесцветен. При внесении в пламя растворимых солей кальция пламя окрашивается в кирпично-красный цвет.
Такие соли кальция, как хлорид CaCl2, бромид CaBr2, иодид CaI2 и нитрат Ca(NO3)2, хорошо растворимы в воде. Нерастворимы в воде фторид CaF2, карбонат CaCO3, сульфат CaSO4, ортофосфат Ca3(PO4)2, оксалат СаС2О4 и некоторые другие.
Важное значение имеет то обстоятельство, что, в отличие от карбоната кальция СаСО3, кислый карбонат кальция (гидрокарбонат) Са(НСО3)2 в воде растворим. В природе это приводит к следующим процессам. Когда холодная дождевая или речная вода, насыщенная углекислым газом, проникает под землю и попадает на известняки, то наблюдается их растворение, а в тех местах, где вода, насыщенная гидрокарбонатом кальция, выходит на поверхность земли и нагревается солнечными лучами, протекает обратная реакция
{\displaystyle {\mathsf {CaCO_{3}+CO_{2}+H_{2}O\rightleftarrows Ca(HCO_{3})_{2}}}}
Так в природе происходит перенос больших масс веществ. В результате под землёй могут образоваться огромные карстовые полости и провалы, а в пещерах образуются красивые каменные «сосульки» — сталактиты и сталагмиты.
Наличие в воде растворённого гидрокарбоната кальция во многом определяет вре́менную жёсткость воды. Вре́менной её называют потому, что при кипячении воды гидрокарбонат разлагается, и в осадок выпадает СаСО3. Это явление приводит, например, к тому, что в чайнике со временем образуется накипь.

## Получение
Свободный металлический кальций получают электролизом расплава, состоящего из CaCl2 (75—80 %) и KCl или из CaCl2 и CaF2, а также алюминотермическим восстановлением CaO при 1170—1200 °C
{\displaystyle {\mathsf {4CaO+2Al\rightarrow CaAl_{2}O_{4}+3Ca}}}

## Применение
Кальций и его гидрид используются для получения трудно восстанавливаемых металлов, таких, как хром, торий, уран, титан, цирконий. Чистый металлический кальций применяется при получении редкоземельных элементов.
Кальций широко применяется в металлургии для раскисления стали наряду с алюминием или в сочетании с ним. Внепечная обработка кальцийсодержащими проволоками занимает ведущее положение в связи с многофакторностью влияния кальция на физико-химическое состояние расплава, макро- и микроструктуры металла, качество и свойства металлопродукции и является неотъемлемой частью технологии производства стали. В современной металлургии для ввода в расплав кальция используется инжекционная проволока, представляющая собой кальций (иногда силикокальций или алюмокальций) в виде порошка или прессованного металла в стальной оболочке. Наряду с раскислением (удалением растворённого в стали кислорода) использование кальция позволяет получить благоприятные по природе, составу и форме неметаллические включения, не разрушающиеся в ходе дальнейших технологических операций.
Изотоп 48Ca — один из эффективных и употребительных материалов для производства сверхтяжёлых элементов и открытия новых элементов таблицы Менделеева. Это связано с тем, что кальций-48 является дважды магическим ядром, поэтому его устойчивость позволяет ему быть достаточно нейтроноизбыточным для лёгкого ядра; при синтезе сверхтяжёлых ядер необходим избыток нейтронов.

## Биологическая роль
Кальций — распространённый макроэлемент в организме растений, животных и человека. В организме человека и других позвоночных большая его часть находится в скелете и зубах. В костях кальций содержится в виде гидроксиапатита. Из различных форм карбоната кальция (извести) состоят «скелеты» большинства групп беспозвоночных (губки, коралловые полипы, моллюски и др.). Ионы кальция участвуют в процессах свертывания крови, а также служат одним из универсальных вторичных посредников внутри клеток и регулируют самые разные внутриклеточные процессы — мышечное сокращение, экзоцитоз, в том числе секрецию гормонов и нейромедиаторов. Концентрация кальция в цитоплазме клеток человека составляет около 10−4 ммоль/л, в межклеточных жидкостях около 2,5 ммоль/л.
Потребность в кальции зависит от возраста. Для взрослых в возрасте 19—50 лет и детей 4—8 лет включительно дневная потребность (RDA) составляет 1000 мг, а для детей в возрасте от 9 до 18 лет включительно — 1300 мг в сутки. В подростковом возрасте потребление достаточного количества кальция очень важно из-за интенсивного роста скелета. Однако по данным исследований в США всего 11 % девочек и 31 % мальчиков в возрасте 12—19 лет достигают своих потребностей. В сбалансированной диете большая часть кальция (около 80 %) поступает в организм ребёнка с молочными продуктами. Оставшийся кальций приходится на зерновые (в том числе цельнозерновой хлеб и гречку), бобовые, апельсины, зелень, орехи.
Всасывание кальция в кишечнике происходит двумя способами: через клетки кишечника (трансцеллюлярно) и межклеточно (парацелюллярно). Первый механизм опосредован действием активной формы витамина D (кальцитриола) и её кишечными рецепторами. Он играет большую роль при малом и умеренном потреблении кальция. При большем содержании кальция в диете основную роль начинает играть межклеточная абсорбция, которая связана с большим градиентом концентрации кальция. За счёт чрезклеточного механизма кальций всасывается в большей степени в двенадцатиперстной кишке (из-за наибольшей концентрации там рецепторов в кальцитриолу). За счёт межклеточного пассивного переноса абсорбция кальция наиболее активна во всех трёх отделах тонкого кишечника. Всасыванию кальция парацеллюлярно способствует лактоза (молочный сахар).
Усвоению кальция препятствуют некоторые животные жиры (включая жир коровьего молока и говяжий жир, но не сало) и пальмовое масло. Содержащиеся в таких жирах пальмитиновая и стеариновая жирные кислоты отщепляются при переваривании в кишечнике и в свободном виде прочно связывают кальций, образуя пальмитат кальция и стеарат кальция (нерастворимые мыла). В виде этого мыла со стулом теряется как кальций, так и жир. Этот механизм ответственен за снижение всасывания кальция, снижение минерализации костей и снижение косвенных показателей их прочности у младенцев при использовании детских смесей на основе пальмового масла (пальмового олеина). У таких детей образование кальциевых мыл в кишечнике ассоциируется с уплотнением стула, уменьшением его частоты, а также более частым срыгиванием и коликами.
Концентрация кальция в крови из-за её важности для большого числа жизненно важных процессов точно регулируется, и при правильном питании и достаточном потреблении обезжиренных молочных продуктов и витамина D дефицита не возникает. Длительный дефицит кальция и/или витамина D в диете приводит к увеличению риска остеопороза, а в младенчестве вызывает рахит.
Избыточные дозы кальция и витамина D могут вызвать гиперкальцемию. Максимальная безопасная доза для взрослых в возрасте от 19 до 50 лет включительно составляет 2500 мг в сутки (около 340 г сыра Эдам).

### Основные источники кальция в пище
Содержание кальция в продуктах определяется исходя из усреднённой порции для каждого вида пищевого продукта. Помимо собственно содержания кальция важна также его биодоступность. В целом в продуктах животного происхождения содержится больше кальция, чем в растительных. Наибольшее количество кальция содержится в молочных продуктах (но из них усваивается только 27–30 % кальция), консервированной рыбе (за счет съедобных косточек), орехах и семенах (биодоступность кальция в среднем 20 %), бобовых (фасоль, нут, чечевица, маш, горох, соя, эдамамэ, в которых содержатся также вещества, затрудняющие усвоение кальция, и, чтобы повысить его биодоступность, их лучше подвергнуть тепловой обработке), некоторые овощи (кресс-салат, капуста бок-чой, листовой салат, брокколи), некоторые фрукты и ягоды:
| Продукт                                                   | Стандартная порция      | Содержание кальция, мг | Доля от суточной нормы кальция, % |
| --------------------------------------------------------- | ----------------------- | ---------------------- | --------------------------------- |
| нежирный йогурт без добавок                               | 227 г (8 весовых унций) | 415                    | 32                                |
| апельсиновый сок, обогащённый кальцием                    | 200 мл (1 чашка)        | 349                    | 27                                |
| фруктовый нежирный йогурт                                 | 227 г                   | 344                    | 27                                |
| сыр моцарелла                                             | 42,5 г (1,5 унции)      | 333                    | 26                                |
| сардины консервированные в масле с костями                | 85 г (3 унции)          | 325                    | 25                                |
| обезжиренное молоко и соевое молоко                       | 200 мл                  | 299                    | 23                                |
| соевое молоко, обогащённое кальцием                       | 200 мл                  | 299                    | 23                                |
| цельное молоко 3,25 % жирности                            | 200 мл                  | 276                    | 21                                |
| твёрдый тофу, приготовленный на растворе сульфата кальция | 100 мл                  | 253                    | 19                                |
| розовый косервированный лосось с костями                  | 85 г                    | 181                    | 14                                |
| творог жирностью 1 %                                      | 200 мл                  | 138                    | 11                                |
| мягкий тофу, приготовленный на растворе сульфата кальция  | 100 мл                  | 138                    | 11                                |
| варёные соевые бобы                                       | 100 мл                  | 131                    | 10                                |
| отварной шпинат                                           | 100 мл                  | 123                    | 9                                 |
| мягкий замороженный йогурт (ванильный)                    | 100 мл                  | 103                    | 8                                 |
| отварная свежая зелёная репа                              | 100 мл                  | 99                     | 8                                 |
| свежая капуста после тепловой обработки                   | 200 мл                  | 94                     | 7                                 |
| семена чиа                                                | 1 столовая ложка        | 76                     | 6                                 |
| свежая китайская капуста бок-чой (измельчённая)           | 100 мл                  | 74                     | 6                                 |
| консервированная фасоль (без жидкости)                    | 100 мл                  | 54                     | 4                                 |
| кукурузная лепёшка диаметром 15 см                        |                         | 46                     | 4                                 |
| маложирная сметана                                        | 2 столовые ложки        | 31                     | 2                                 |
| цельнозерновой хлеб                                       | 1 ломтик                | 30                     | 2                                 |
| сырая рубленая капуста                                    | 200 мл                  | 24                     | 2                                 |
| сырая брокколи                                            | 100 мл                  | 21                     | 2                                 |
| яблоко сорта Голден                                       | плод среднего размера   | 10                     | 0                                 |

Содержание кальция в молоке сильно зависит от его жирности — в жирном молоке меньше концентрация кальция.